# Всероссийский НИИ пищевых добавок

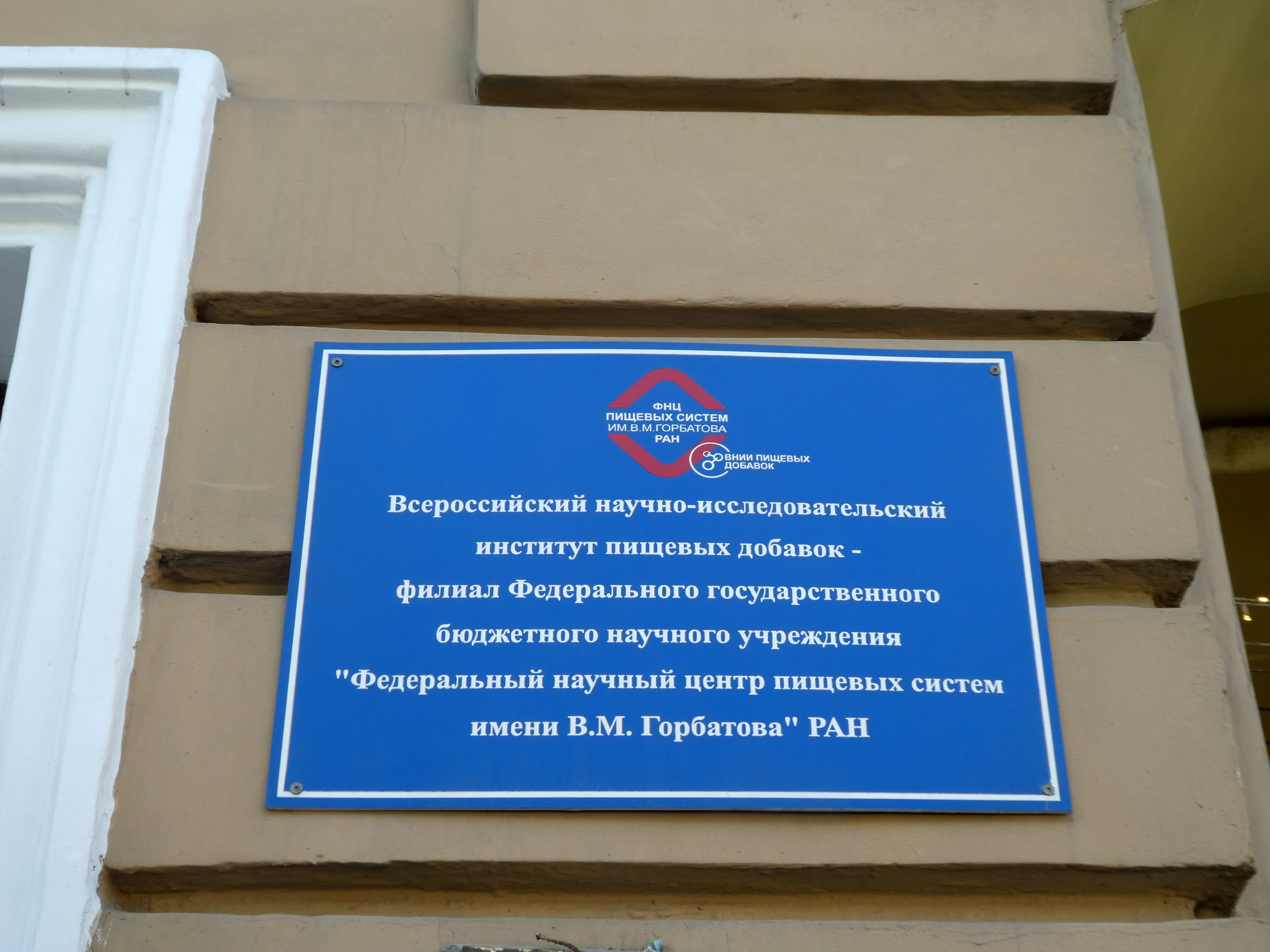
Табличка на здании с названием ВНИИ

Всероссийский научно-исследовательский институт пищевых добавок — филиал Федерального государственного бюджетного научного учреждения «Федеральный научный центр пищевых систем имени В. М. Горбатова» РАН находится в Санкт-Петербурге, Литейный проспект, 55.
Институт специализируется в области создания, производства и применения пищевых кислот, добавок и ароматизаторов.

## Основные направления исследований
- биотехнология пищевых органических кислот (лимонной, молочной);
- селекция микроорганизмов — продуцентов пищевых кислот;
- технология солей лимонной и молочной кислот(цитратов и лактатов);
- разработка пищевых ароматизаторов и красителей для различных отраслей пищевой промышленности;
- разработка рецептур комплексных пищевых добавок для кондитерских изделий, напитков, молочных продуктов и др.;
- разработка новых видов продукции;
- разработка национальных стандартов, стандартов предприятий и другой технической и технологической документации, относящейся к пищевой промышленности и производству пищевых добавок;
- разработка методик идентификации и определения содержания добавок в продуктах питания.

## История
ВНИИПД — филиал ФГБНУ «ФНЦ пищевых систем им. В. М. Горбатова» РАН является правопреемником Ленинградского межотраслевого НИИ пищевой промышленности, решение об организации которого было принято в мае 1960 года Советом министров РСФСР. Институт создавался с целью решения вопросов научного обеспечения предприятий пищевой промышленности Ленинградского региона. Однако, прошёл год, прежде чем это решение было реализовано и появился приказ по Управлению пищевой промышленности ЛенСовнархоза об организации хозрасчетного межотраслевого НИИ пищевой промышленности.
Организация института была осуществлена на базе ряда заводских лабораторий: технологической витаминно-кондитерской лаборатории витаминного завода, исследовательской лаборатории при пивоваренном заводе имени Степана Разина, научно-исследовательской лаборатории синтетических душистых веществ при Ленинградском заводе синтетической ароматики, лаборатории новой технологии и ассортимента Ленинградского мясокомбината им. Кирова и лаборатории новой технологии Ленинградского молочного комбината.
Институт создавался как многопрофильный и в его составе было 9 лабораторий:
- витаминная лаборатория
- кондитерская лаборатория
- лаборатория бродильных производств, в том числе спирта
- лаборатория технологии дрожжей
- лаборатория тары и упаковки
- лаборатория технологии молока и молочных продуктов
- лаборатория по разработке эссенций
- экономическая и конструкторская группы.

У истоков организации института был профессор, доктор техн. наук В. А. Смирнов, который в 1961 году был назначен зам. директора по научной работе, а впоследствии (1967—1977 гг.) являлся директором института. Обязанности первого директора института в течение 5 лет (1962—1967 г.г.) исполнял П. М. Архангельский.
В 1965 году в состав института была передана лаборатория пищевых кислот Всесоюзного научно-исследовательского института кондитерской промышленности.
В этот же год под непосредственным руководством В. А. Смирнова сформировался научный коллектив, определивший такое направление исследований института, как получение молочной кислоты микробиологическим путём.
В результате различных реорганизаций и образования новых научных организаций к началу 1970-х годов произошла более узкая специализация института — это исследования в области производства пищевых органических кислот, ароматизаторов и красителей.
В разные годы по мере совершенствования структуры государственного управления институт находился в подчинении ЛенСовнархоза, Госкомитета пищевой промышленности при Госплане СССР, Министерства пищевой промышленности СССР, Госагропрома СССР, Всесоюзной сельскохозяйственной академии, а в 1991 году вошёл в состав Российской академии сельскохозяйственных наук и непосредственно подчинен Отделению хранения и переработки сельскохозяйственной продукции. В 1987 году институт был переименован во Всесоюзный, а затем Всероссийский (1992 г.) НИИ пищевых ароматизаторов, кислот и красителей.
Принятие в 1972 году решения об институте как головной организации в области производства органических кислот, ароматизаторов и красителей, во многом способствовало не только развитию научно-исследовательских работ в этом направлении, но и расширению связей с промышленностью, организации новых производств в различных регионах страны, оказанию постоянной научно-практической помощи предприятиям.
Технология производства лимонной кислоты, разработанная ВНИИПАКК , внедрена в производство на ОАО «Белгородский завод лимонной кислоты (Цитробел)». За разработку наукоемких технологий промышленного производства вкусо-ароматических и многофункциональных композиций для пищевых продуктов коллектив разработчиков удостоен Государственной премии РФ в 2002 году.
С 2017 года ВНИИПД — филиал ФГБНУ «ФНЦ пищевых систем им. В. М. Горбатова» РАН.